# Universidad de Kent
La Universidad de Kent es una universidad de Reino Unido. Fundada en 1965, actualmente, cuenta con 19.850 estudiantes. Cuenta con campus en Canterbury, Medway y Tonbridge, cerca de Londres. Cuenta a su vez con sedes en Bruselas, París, Atenas y Roma
Aparece incluida dentro de la clasificación de las 20 mejores universidades británicas (Guardian University Guide 2015). 
En las encuestas realizadas para el National Student Survey, le otorgaron un promedio de 90% en el índice general de satisfacción.